# Жанна Женевская
Жанна Женевская (ум. 1095) — графиня Савойи. В 1065 году Жанна Женевская вышла замуж за графа Савойи Амадея II. 

## Происхождение
Согласно гораздо более поздним «Хроникам Савойи», Амадей женился на Жанне, дочери «Жеро, графа Бургундского», который, как полагают историки, был графом Жеро Женевским. Chronicon Altacumbae говорит только, что «жена Амадея [была] из Бургундии», что может относиться к Амадею I. Если бы его жена была из Женевы, это объяснило бы, почему Савойский дом так рано завладел значительной частью Женевуа.

## Дети
У супругов было как минимум четверо детей:
- Умберт II, граф Савойи и Морьена
- Констанция, жена маркиза Оттона II Монферратского
- Аделаида (ум. 1090), жена Манассе V, сеньора де Колиньи
- Оксилия, с ок. 1080 жена Умберта II, сира де Божё.